# 檜倉郡
檜倉郡（：／ Hoichang gun */?）是朝鮮民主主義人民共和國平安南道東南部的一個郡，西南為首都平壤直轄市，東南為黃海北道。最高點西百年山海拔1,217公尺，南界南江。面積681.43平方公里，2008年人口89,959人。下分1邑、4勞動者區、16里。
1952年設郡。